# Jerry Trainor
Pour les articles homonymes, voir Trainor.
Gerald William Trainor, dit Jerry Trainor, né le 21 janvier 1977 à San Diego, est un acteur américain. Il est surtout connu dans les rôles de Steve le Dingue dans Drake et Josh et Spencer Shay dans iCarly.

## Carrière
Son premier rôle à la télévision était dans la série Undressed, venant de la chaîne MTV.
Il joue aussi dans d'autres séries comme New York, police judiciaire (La Loi et l'Ordre au Québec), Angel, Malcolm, iCarly et Drake et Josh

## Filmographie

### Cinéma
- 2001 : Donnie Darko : Un enfant maigre
- 2001 : Evolution : Tommy
- 2003 : Wrong Hollywood Number : Bailey Warren
- 2004 : American Girls 2 : Le mec suffisant
- 2007 : Pieces of Dolores (Court-métrage) : Le commis de libraire
- 2007 : Waking Dreams : Andrew
- 2009 : Wreckless Epic: A Rock and Roll Journey : Kelly Kirkwood
- 2012 : Holiday Road : Doug
- 2013 : Pororo: The Racing Adventure : Walter Featherbottom (Voix)
- 2018 : Fatal Festival : Travis
- 2018 : Alex & Me : Nigel

### Télévision
- 2000 : À poil! (Undressed) (Série TV) : Eric
- 2001 : Malcolm (Série TV) : Un garde
- 2001 : Boston Public (Série TV) : Mitchell Friendly
- 2002 : Ma famille d'abord (My Wife and Kids) (Série TV) : Trekkie Bowler
- 2002 : Angel (Série TV) : Jared
- 2002 : Urgences (ER) (Série TV) : Darius
- 2004-2005 : Preuve à l'appui (Crossing Jordan) (Série TV) : Brian the A.V. Guy
- 2004-2007 : Drake et Josh (Série TV) : Steve le dingue
- 2007-2012 : iCarly (Série TV) : Spencer Shay
- 2008 : iCarly: Carly va au Japon (iCarly: iGo to Japan) (Série TV) : Spencer Shay
- 2010 et 2012 : Victorious (Série TV) : Spencer Shay / Un membre dans l'audience
- 2013 : Wendie & Vinnie (Série TV) : Steve le dingue
- 2014 : Sam & Cat (Série TV) : Steve le dingue
- 2014 : Living the Dream (Téléfilm) : Cal Logan
- 2016 : 2 Broke Girls (Série TV) : Lenin
- 2016-2017 : Still the King (Série TV) : Reggie
- 2017 : Law & Order True Crime (Série TV) : Will Canton
- 2017 : Bunsen Is a Beast (Série TV) : Commandeur Cone (Voix)
- 2018 : Henry Danger (Série TV) : Joey
- 2018 : Shortcomings (Série TV) : Squid
- 2019 : Le Secret de Nick (No Good Nick) (Série TV) : Todd
- 2020 : Camp Kikiwaka (Série TV) : Dave
- 2020 : Apocalypse Goals (Série TV) : Le nouveau concierge
- 2021 : iCarly Revival (Série TV) : Spencer Shay

### Doublage
- Les Pingouins de Madagascar Épisode : Arrêtez de m'embêter (voix) dans la voix de Cockroach , 2010
- TUFF Puppy Tous les épisodes dans la voix de Dudley Puppy (rôle principal)